# Liga Nacional de Básquet 1997-98
La temporada 1997-98 de la Liga Nacional de Básquet de la Argentina, corresponde a la decimocuarta edición de la máxima competencia argentina de clubes en dicho deporte. Se inició en septiembre de 1997 y finalizó el 24 de mayo de 1998 con el cuarto partido de la serie final entre Atenas de Córdoba y Boca Juniors en el Estadio Luna Park de la ciudad de Buenos Aires, en donde se consagró campeón como visitante el equipo cordobés, luego de barrer la serie final 4 a 0.

## Posiciones finales
| Equipo | Equipo                        | PJ | PG | PP | Pts |
| ------ | ----------------------------- | -- | -- | -- | --- |
| 1.º    | Atenas                        | 56 | 43 | 13 | 99  |
| 2.º    | Boca Juniors                  | 55 | 39 | 16 | 94  |
| 3.º    | Independiente (General Pico)  | 50 | 31 | 19 | 81  |
| 4.º    | Estudiantes (Bahía Blanca)    | 51 | 27 | 24 | 78  |
| 5.º    | Andino SC (La Rioja)          | 53 | 27 | 26 | 80  |
| 6.º    | Deportivo Roca                | 52 | 26 | 26 | 78  |
| 7.º    | Regatas (San Nicolás)         | 51 | 26 | 25 | 77  |
| 8.º    | Olimpia (Venado Tuerto)       | 52 | 28 | 24 | 80  |
| 9.º    | Gimnasia (Comodoro Rivadavia) | 50 | 23 | 27 | 73  |
| 10.º   | Obras Sanitarias              | 49 | 22 | 27 | 71  |
| 11.º   | Pico FC 2                     | 49 | 19 | 30 | 66  |
| 12.º   | Peñarol                       | 47 | 18 | 29 | 65  |
| 13.º   | Ferro (Buenos Aires) 1        | 57 | 26 | 31 | 82  |
| 14.º   | Estudiantes (Olavarría)       | 57 | 26 | 31 | 83  |
| 15.º   | Belgrano (San Nicolás)        | 57 | 24 | 33 | 81  |
| 16.º   | Quilmes 1                     | 54 | 15 | 39 | 68  |

|  |                          |
|  | Finalistas del certamen. |
|  | Desciende al TNA.        |

1: Ferro de Buenos Aires sufrió el descuento de un punto por resolución del Tribunal de Penas. 
2: Pico FC y Quilmes sufrieron el descuento de dos puntos por resolución del Tribunal de Penas.

## Final
| 17 de mayo   | Atenas | 89–87 | Boca Juniors | Córdoba                                |  |  |
|              |        |       |              |                                        |  |  |
|              |        |       |              | Pabellón: Polideportivo Carlos Cerutti |  |  |
| Serie: 1 - 0 |        |       |              |                                        |  |  |
|              |        |       |              |                                        |  |  |

| 19 de mayo   | Atenas | 103–88  | Boca Juniors | Córdoba                                |  |  |
|              |        |         |              |                                        |  |  |
|              |        | Reporte |              | Pabellón: Polideportivo Carlos Cerutti |  |  |
| Serie: 2 - 0 |        |         |              |                                        |  |  |
|              |        |         |              |                                        |  |  |

| 21 de mayo   | Boca Juniors | 87–96   | Atenas | Buenos Aires                |  |  |
|              |              |         |        |                             |  |  |
|              |              | Reporte |        | Pabellón: Estadio Luna Park |  |  |
| Serie: 0 - 3 |              |         |        |                             |  |  |
|              |              |         |        |                             |  |  |

| 24 de mayo   | Boca Juniors | 90–111  | Atenas | Buenos Aires                |  |  |
|              |              |         |        |                             |  |  |
|              |              | Reporte |        | Pabellón: Estadio Luna Park |  |  |
| Serie: 0 - 4 |              |         |        |                             |  |  |
|              |              |         |        |                             |  |  |

### Plantel campeón
- Héctor Campana
- Fabricio Oberto
- Bruno Lábaque
- Marcelo Milanesio
- Gabriel Riofrío
- Diego Osella
- Steve Edwards
- Andrés Pelussi
- Leandro Palladino
- Stephen Rich (cortado)
- Diego Comamala
- Pablo Criado
- Patricio Prato
- Ignacio Ochoa
- Darrell Anderson

DT: Rubén Magnano